# Рассказ служанки (телесериал)
«Расска́з служа́нки» (англ. The Handmaid’s Tale) — американский телесериал, основанный на одноимённом романе канадской писательницы Маргарет Этвуд. Премьера сериала состоялась 26 апреля 2017 года.
В сентябре 2019 года было объявлено о том, что Hulu и MGM разрабатывает сиквел сериала, основанный на романе Этвуд 2019 года «Заветы».
8 сентября 2022 года, ещё до премьеры пятого сезона, сериал был продлён на шестой и финальный сезон, который вышел в эфир в 2025 году.

## Сюжет
Действие происходит в будущем в вымышленном тоталитарном государстве — Республике Галаад, представляющей собой религиозную теократию. Галаад находится на территории современных США и постоянно ведёт войну с соседними странами и бывшими штатами. Официальная религия государства называется «Сыновья Иакова», фундаменталистское течение христианства. Искусство, театр, общественные пространства, кроме церквей и магазинов, объявлены вне закона как еретические. Передвижение людей строго ограничено, а улицы уставлены блокпостами. Разоблачённые общественностью атеисты, иноверцы, вступившие в секс без брака, и гомосексуалы подлежат смертной казни, а за более мелкие проступки — воровство, аморальное поведение, чтение запрещённой литературы — ждут отрубание конечностей тела или ссылка в колонию. Тем не менее это не мешает в стране процветать тайным клубам и борделям, в которых развлекаются сами коммандоры и прочие привилегированные мужчины. Женщины признаны людьми низшего сорта — им запрещено читать, получать образование, они должны покрывать своё тело, волосы, должны быть приставлены к мужчине-опекуну и им запрещено владеть имуществом, и работать там, где нужно образование, самое привилегированное положение для женщины — стать женой коммандора или работать в полиции нравов, стать «тёткой». Улицы патрулирует полиция нравов, вольная прибегать к насилию против граждан, подозреваемых в неподобающем поведении. В религиозном государстве процветает доносительство. Постоянные казни и вывешивание трупов на улице призваны сохранять страх у населения к попыткам устроить мятеж. Каждый менее религиозный житель Галаада мечтает попасть в Канаду, где сохранилась демократия и свобода слова, однако Галаад стремится не пропускать через свои границы никого, особенно фертильных женщин.
В будущем, в результате загрязнения окружающей среды, только одна из ста женщин способна иметь ребёнка, поэтому в республике женщин из простого народа отправляют в специальные лагеря, где их превращают в служанок и готовят к исполнению единственной функции — зачатию и рождению детей для офицеров и чиновников, чьи жёны не способны на это. Реальность же такова, что стерильны бывают и мужчины, но религиозная доктрина Галаад отрицает это, полностью возлагая проблемы фертильности на женщин и связывая это с их греховностью.
Главная героиня, Джун Осборн, становится одной из служанок. Она не смогла вместе с мужем и дочерью пересечь границу и теперь вынуждена работать в качестве суррогатной матери. На протяжении сериала зрители узнают о том, какой была жизнь Джун до государственного переворота и как американское общество пришло к такому решению.

## В ролях

### Основной состав
| Актёр            | Роль                                                                  |
| ---------------- | --------------------------------------------------------------------- |
| Элизабет Мосс    | Джун Осборн / Фредова №2, / Джозефова №2, служанка                    |
| Джозеф Файнс     | командор Фред Уотерфорд                                               |
| Ивонн Страховски | Серена Джой Уотерфорд, жена командора / Яснорада                      |
| Энн Дауд         | тётка Лидия Клементс, наставница служанок                             |
| Макс Мингелла    | Ник Блэйн, водитель командора                                         |
| Мадлен Брюэр     | Джанин / Уорренова / Дэниелова / Ховардова, служанка                  |
| Аманда Брюгел    | марфа Рита, экономка                                                  |
| Алексис Бледел   | Эмили / Гленова / Стивенова / Роева / Джозефова, компаньонка Фредовой |
| О. Т. Фагбенли   | Люк Бэнкоул, муж Фредовой                                             |
| Самира Уайли     | Мойра, подруга Фредовой из колледжа                                   |

### Второстепенный состав
| Актёр          | Роль                                |
| -------------- | ----------------------------------- |
| Нина Кири      | Альма / Робертова, служанка         |
| Бахия Уотсон   | Брианна / Эрикова, служанка         |
| Брэдли Уитфорд | командор Джозеф Лоуренс             |
| Таттиана Джонс | Лилли Фуллер / Гленова №2, служанка |
| Дженесса Грант | Долорес / Сэмюэлова, служанка       |
| Джордана Блейк | Ханна Осборн, дочь Фредовой         |
| Стивен Кункен  | командор Уоррен Патнэм              |
| Эвер Кэррадайн | Наоми Патнэм, жена Уоррена Патнэма  |
| Сидни Суини    | Идэн Блэйн (Спенсер), жена Ника     |

## Эпизоды
| Сезон | Серии | Серии | Даты показа      | Даты показа     |
| Сезон | Серии | Серии | Первая серия     | Последняя серия |
| ----- | ----- | ----- | ---------------- | --------------- |
| 1     | 10    | 10    | 26 апреля 2017   | 14 июня 2017    |
| 2     | 13    | 13    | 25 апреля 2018   | 11 июля 2018    |
| 3     | 13    | 13    | 5 июня 2019      | 14 августа 2019 |
| 4     | 10    | 10    | 27 апреля 2021   | 16 июня 2021    |
| 5     | 10    | 10    | 14 сентября 2022 | 9 ноября 2022   |
| 6     | 10    | 10    | 8 апреля 2025    | 27 мая 2025     |

## Производство

### Разработка
Объявление о прямом заказе (без съёмок пилотного эпизода) телесериала «Рассказ служанки» сервисом Hulu было сделано в апреле 2016 года. Сериал, основанный на одноимённом романе Маргарет Этвуд 1985 года, был разработан Брюсом Миллером, который также является исполнительным продюсером наряду с Дэниелом Уилсоном, Фрэн Сирс и Уорреном Литтлфилдом. Сама Этвуд выступила в роли консультирующего продюсера и появилась в небольшом камео. В июне 2016 года было объявлено, что Рид Морано срежиссирует все десять эпизодов.
3 мая 2017 года сериал был продлён на второй сезон, премьера которого состоялась 25 апреля 2018 года. 2 мая 2018 года Hulu продлил сериал на третий сезон. Премьера третьего сезона состоялась 5 июня 2019 года. 1 июля 2019 года сериал был продлён на четвёртый сезон из 10 эпизодов. Съёмки начались в марте 2020 года, но работу пришлось остановить из-за пандемии COVID-19. Премьера четвёртого сезона состоялась 28 апреля 2021 года. В декабре 2020 года, в преддверии четвёртого сезона, сериал был продлён на пятый сезон. Премьера пятого сезона состоялась 14 сентября 2022 года.

### Кастинг
При объявлении проекта в апреле 2016 года также было сказано, что Элизабет Мосс исполнит главную роль в сериале. Самира Уайли, Макс Мингелла и Энн Дауд получили роли в сериале в июне 2016 года. Джозеф Файнс, Мадлен Брюэр и Ивонн Страховски присоединились к актёрскому составу в августе того же года, а в сентябре состав пополнился О. Т. Фагбенли и Амандой Брюгел. В октябре 2016 года Эвер Кэррадайн получила роль в сериале, а в январе 2017 года стало известно, что Алексис Бледел также примет участие в съёмках.

### Съёмки
Съёмки сериала проходили в Торонто и Гамильтоне с сентября 2016 года по февраль 2017 года. Первый трейлер был выпущен на YouTube 23 марта 2017 года.

## Отзывы критиков
«Рассказ служанки» получил признание критиков. На сайте-агрегаторе Rotten Tomatoes сериал держит 92 % «свежести» со средним рейтингом 8.65/10, что основано на 42-х отзывах критиков. Критический консенсус сайта гласит: «Запоминающийся и яркий сериал „Рассказ служанки“ — бесконечно увлекательная адаптация антиутопического романа Маргарет Этвуд, центром которой является потрясающая актёрская игра Элизабет Мосс». На Metacritic рейтинг сериала составляет 92 балла из ста, что основано на 33-х рецензиях, выражающих «всеобщее признание». Ряд критиков провели в сюжете явные параллели с современными джихадистами, салафитами и ваххабитами, в частности их обесценивание прав человека, личного пространства, оправдания насилия во имя моральных, религиозных толкований, отношения к женщинам, как объектам собственности и торговли, преследование и убийство идеологически неугодных людей на фоне повсеместного ханжества.

## Награды и номинации
| Год  | Премия         | Категория                                                               | Получатель                 | Результат |
| ---- | -------------- | ----------------------------------------------------------------------- | -------------------------- | --------- |
| 2017 | Эмми           | Лучший драматический сериал                                             | MGM                        | Победа    |
| 2017 | Эмми           | Лучшая актриса в драматическом сериале                                  | Элизабет Мосс              | Победа    |
| 2017 | Эмми           | Режиссура драматического сериала                                        | Рид Морано                 | Победа    |
| 2017 | Эмми           | Режиссура драматического сериала                                        | Кейт Деннис                | Номинация |
| 2017 | Эмми           | Лучшая актриса второго плана в драматическом сериале                    | Энн Дауд                   | Победа    |
| 2017 | Эмми           | Лучшая актриса второго плана в драматическом сериале                    | Самира Уайли               | Номинация |
| 2017 | Эмми           | Лучшая приглашённая актриса в драматическом сериале                     | Алексис Бледел             | Победа    |
| 2017 | Эмми           | Лучший сценарий драматического сериала                                  | Брюс Миллер                | Победа    |
| 2018 | Эмми           | Лучший драматический сериал                                             | HULU                       | Номинация |
| 2018 | Эмми           | Лучшая актриса в драматическом сериале                                  | Элизабет Мосс              | Номинация |
| 2018 | Эмми           | Лучший актер второго плана в драматическом сериале                      | Джозеф Файнс               | Номинация |
| 2018 | Эмми           | Лучшая актриса второго плана в драматическом сериале                    | Алексис Бледел             | Номинация |
| 2018 | Эмми           | Лучшая актриса второго плана в драматическом сериале                    | Ивонн Страховски           | Номинация |
| 2018 | Эмми           | Лучшая актриса второго плана в драматическом сериале                    | Энн Дауд                   | Номинация |
| 2018 | Эмми           | Лучшая приглашённая актриса в драматическом сериале                     | Самира Уайли               | Победа    |
| 2018 | Эмми           | Лучшая приглашённая актриса в драматическом сериале                     | Джонс, Черри               | Номинация |
| 2018 | Эмми           | Лучшая приглашённая актриса в драматическом сериале                     | Келли Дженретт             | Номинация |
| 2018 | Эмми           | Режиссура драматического сериала                                        | Карри Скоглэнд             | Номинация |
| 2019 | Эмми           | Лучшая приглашённая актриса в драматическом телесериале                 | Джонс, Черри               | Победа    |
| 2019 | Эмми           | Лучший приглашённый актёр в драматическом телесериале                   | Уитфорд, Брэдли            | Победа    |
| 2019 | Эмми           | Режиссура драматического сериала                                        | Дэйна Рид                  | Номинация |
| 2019 | Эмми           | Сценарий драматического сериала                                         | Брюс Миллер и Кира Снайдер | Номинация |
| 2020 | Эмми           | Лучший актер второго плана в драматическом сериале                      | Уитфорд, Брэдли            | Номинация |
| 2020 | Эмми           | Лучшая актриса второго плана в драматическом сериале                    | Самира Уайли               | Номинация |
| 2020 | Эмми           | Лучшая приглашённая актриса в драматическом сериале                     | Алексис Бледел             | Номинация |
| 2020 | Эмми           | Лучший драматический сериал                                             | Hulu                       | Номинация |
| 2021 | Эмми           | Лучший драматический сериал                                             | Hulu                       | Номинация |
| 2021 | Эмми           | Лучшая актриса в драматическом сериале                                  | Элизабет Мосс              | Номинация |
| 2021 | Эмми           | Режиссура драматического сериала                                        | Лиз Гарбуз                 | Номинация |
| 2021 | Эмми           | Лучшая актриса второго плана в драматическом сериале                    | Самира Уайли               | Номинация |
| 2021 | Эмми           | Лучшая актриса второго плана в драматическом сериале                    | Ивонн Страховски           | Номинация |
| 2021 | Эмми           | Лучшая актриса второго плана в драматическом сериале                    | Энн Дауд                   | Номинация |
| 2021 | Эмми           | Лучшая актриса второго плана в драматическом сериале                    | Мадлен Брюэр               | Номинация |
| 2021 | Эмми           | Лучший актер второго плана в драматическом сериале                      | Макс Мингелла              | Номинация |
| 2021 | Эмми           | Лучший актер второго плана в драматическом сериале                      | Уитфорд, Брэдли            | Номинация |
| 2021 | Эмми           | Лучший актер второго плана в драматическом сериале                      | О. Т. Фагбенле             | Номинация |
| 2021 | Эмми           | Лучшая приглашённая актриса в драматическом сериале                     | Алексис Бледел             | Номинация |
| 2021 | Эмми           | Лучшая приглашённая актриса в драматическом сериале                     | Грейс, Маккенна            | Номинация |
| 2023 | Эмми           | Лучшая актриса в драматическом сериале                                  | Элизабет Мосс              | Номинация |
| 2018 | Золотой глобус | Лучший телевизионный сериал (драма)                                     | Hulu                       | Победа    |
| 2018 | Золотой глобус | Лучшая актриса в драматическом телесериале                              | Мосс, Элизабет             | Победа    |
| 2019 | Золотой глобус | Лучшая актриса в драматическом телесериале                              | Мосс, Элизабет             | Номинация |
| 2019 | Золотой глобус | Лучшая актриса второго плана в телесериале, мини-сериале или телефильме | Страховски, Ивонн          | Номинация |
| 2022 | Золотой глобус | Лучшая актриса в драматическом телесериале                              | Мосс, Элизабет             | Номинация |